# Imma poecilostoma
Imma poecilostoma är en fjärilsart som beskrevs av Diakonoff 1967. Imma poecilostoma ingår i släktet Imma och familjen Immidae. Inga underarter finns listade i Catalogue of Life.